# NGC 6836
NGC 6836 est une galaxie spirale intermédiaire située dans la constellation du Sagittaire. Sa vitesse par rapport au fond diffus cosmologique est de 1 416 ± 16 km/s, ce qui correspond à une distance de Hubble de 20,1 ± 1,5 Mpc (∼65,6 millions d'al). NGC 6836 a été découverte par l'astronome français Édouard Stephan en 1881.
La classe de luminosité de NGC 6836 est V et elle présente une large raie HI.
À ce jour, quatre mesures non basées sur le décalage vers le rouge (redshift) donnent une distance de 23,300 ± 4,495 Mpc (∼76 millions d'al), ce qui est à l'intérieur des valeurs de la distance de Hubble.